# Bisdom Diébougou
Het bisdom Diébougou (Latijn: Dioecesis Diebuguensis) is een rooms-katholiek bisdom met als zetel Diébougou in het zuidwesten van Burkina Faso. Het is een suffragaan bisdom van het aartsbisdom Bobo-Dioulasso. Het bisdom werd opgericht in 1968. De hoofdkerk is de kathedraal Saint-Pierre et Saint-Paul in Diébougou.
In 2021 telde het bisdom 15 parochies. Het bisdom heeft een oppervlakte van 7.973 km² en bestaat uit delen van de provincies Bougouriba, Ioba, Noumbiel en Poni. Het bisdom telde in 2021 466.000 inwoners waarvan 42,1% rooms-katholiek was.
In 1996 werd het klooster Sainte Thérèse de l’Enfant-Jésus et de la Sainte Face gesticht nabij Diébougou vanuit Ivoorkust. Dit is een klooster van de charismatische orde Communauté des Béatitudes.

## Bisschoppen
- Jean-Baptiste Kpiéle Somé (1968-2006)
- Dèr Raphaël Kusiélé Dabiré (2006-)